# Райзер

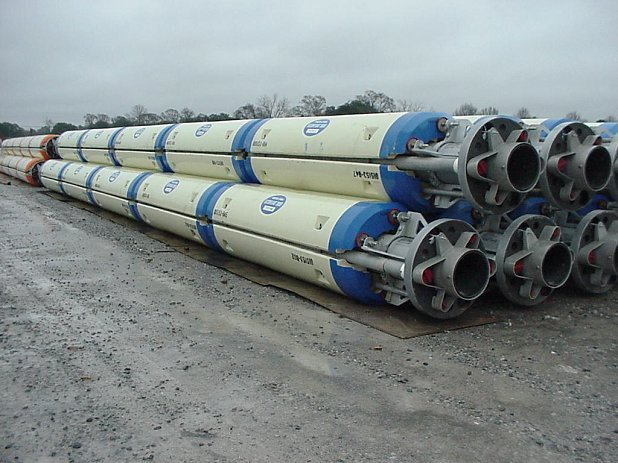
Рис. 1.Райзери з'єднані з модулями плавучості.

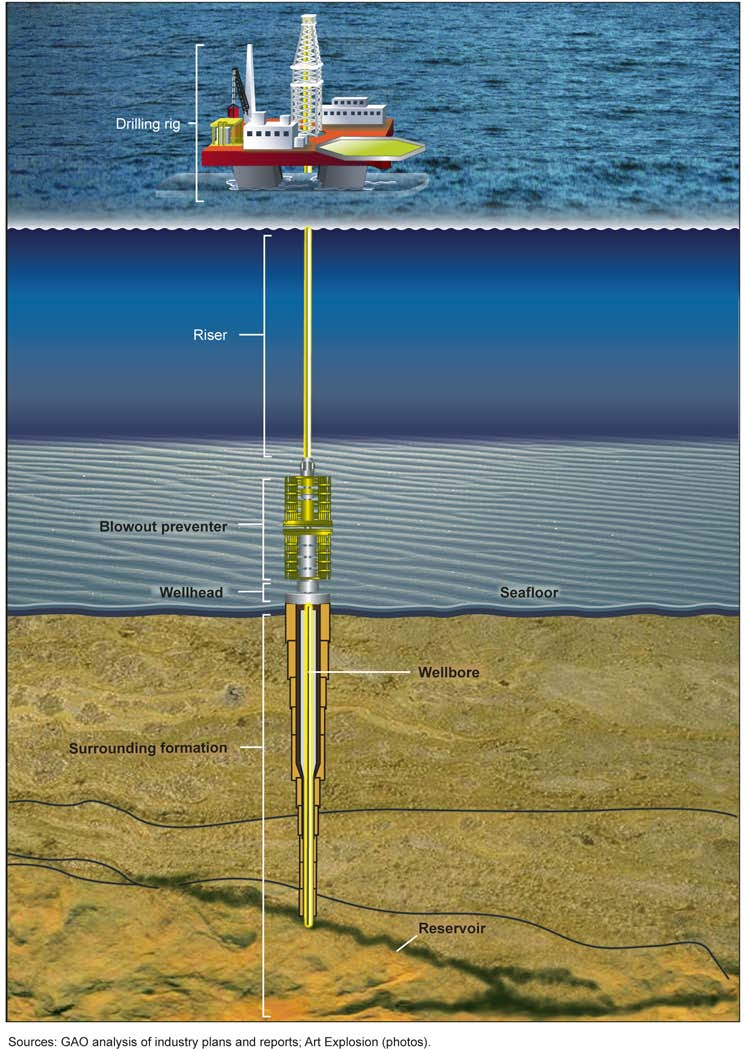
Рис. 2. Обладнання, яке застосовується при морському бурінні.

Рис. 3. Система експлуатаційного райзера (а) і схема райзерної системи на родовищі Арджил (б): 1 — мертвий якір; 2 — постійна основа; 3 — маніфольд; 4 — універсальний шарнір; 5 — направляючі воронки; 6 — до виносної точкової пристані; 7 — автоматичні затвори; 8 — універсальний шарнір; 9 — лінія відвантаження нафти; 10 — спеціальне захоплююче з'єднання; 11 — вузлез'єдаання; 12 — гнучкий трубопровід; 13 — до підводного маніфольду; 14 — один з восьми експлуатаційних райзерів; 15 — лінія глушіння;
16 — рівень моря; 17 — товстостінна ланка райзерних труб;
18 — тільцевий маніфольд, який об'єднує всі райзери;
19 — під'єднання від підводної свердловини; 20 — 8-подібні патрубки;
21 — рівень води; 22 — одна ланка райзерних труб (273 мм, L-14,2 м);
23 — одна ланка райзерних труб (168 мм, L-13,7 м) і 5 ланок (114 мм, L–13,7 м); 24 — вузол стикування і запобіжна муфта; 25 — морське дно.

Схема реалізації концепції NSC (Near-Surface-Completions- приповерхневе закінчення) в поєднанні з напівзануреною плавучою експлуатаційною системою
1 — напівзанурена плавуча експлуатаційна система;
2 — буровий райзер; 3 — морська зборка превенторів;
4 — донна опорна плита; 5 — стальні райзери; 6 — несучі
буї; 7 — гнучкі райзери; 8 — підводні фонтанні арматури.

Райзер (англ. riser) — елемент бурового обладнання при морському бурінні.

## Історія
Перші райзери були створені для того, щоб видобуту на платформі продукцію спустити на дно, де райзер з'єднується з підводним трубопроводом. Оскільки райзер піддається підвищеній корозії в зоні змочування, то товщина труб розраховується з врахуванням корозії. Діаметр райзера, як і діаметр підводного трубопроводу розраховується на продуктивність платформи, а товщина стінки труби визначається розрахунком на міцність, після чого з врахуванням корозії, добавляють припуск в 2-5 мм.
Оскільки перші конструкції райзера були жорсткі, то вони кріпились до опорного блоку хомутами; райзер приварювали до початку підводного трубопроводу такої довжини, щоб після занурення другий кінець можна було би вільно підняти на стінгер трубовкладального судна для з'єднання з наступними секціями трубопроводу.

## Райзер буровий
РАЙЗЕР БУРОВИЙ (рос. райзер буровой; англ. drilling riser; нім. Bohrriser m) — пристрій, за допомогою якого надводна частина платформи для морського буріння свердловини з'єднується з опорною плитою, встановленою на дні моря. Всередині райзера проходить бурильна колона і здійснюється циркуляція бурового розчину від гирла свердловини до палуби бурового устатковання.
Сталеві райзери є найбільш поширеними і використовуються всюди, де є необхідність піднімати видобувну продукцію, особливо з гнучкими кінцівками. Сталеві райзери мають недоліки, основні з яких пов'язані з погодними умовами. В першу чергу це проявляється в райзерних системах, які з'єднують підводний трубопровід з баржою, коливання якої являє собою довільно складний рух, обумовлений вертикальним, бортовим і кілевим коливанням, а також відхилення баржі від заданого місця. Тому при погіршенні погода вище допустимих границь райзер від'єднують від підводного трубопроводу і піднімають на судно в очікуванні наступного спуску; експлуатація свердловини на цей проміжок часу зупиняється.
Спуск і підйом райзера здійснюється з допомогою звичайної бурової вишки з лебідкою і іншими системами, а контроль за втомним зношенням проводиться в берегових умовах з допомогою системи неруйнівного контролю. При досягненні 50 % границі втомного напруження райзер підлягає заміні, що гарантує їх надійність. Крім експлуатаційних властивостей райзери можуть виконувати функції з закачуванням води і газу, а також систем управління капітального ремонту.

## Райзер експлуатаційний
РАЙЗЕР ЕКСПЛУАТАЦІЙНИЙ (рос. райзер эксплуатационный; англ. marine drilling riser; нім. mariner Bohrriser m) — пристрій у формі металевого циліндра, один кінець якого закріплений до опорної плити на дні моря, другий виведений на поверхню моря і закріплений до експлуатаційної платформи, всередині якого знаходяться маніфольди викидних ліній. Використовується при морському видобуванні нафти і газу з розміщенням гирла свердловини на дні моря.
Експлуатаційний райзер повинен відповідати такими вимогам:
- забезпечувати зв'язок між наземним обладнанням і морським дном для видобутку нафти, закачування газу і води;
- забезпечувати механічну міцність;
- забезпечувати корозійну стійкість, як внутрішню так і зовнішню;
- забезпечувати роз'єднання і можливість проведення ремонтів;
- забезпечувати можливість вертикального переміщення і нахилу шарнірної колони;
- бути приспосібленими для внутрішньої очистки і капітального ремонту.

## Гнучкі райзери
Гнучкі труби конструкції «Кофлексін» являють собою складну багатошарову коаксіально центровану конструкцію, всередині сталеву з зачепленням стрічки, якою обвивають 4-5 шарів двох армованих стрічок (полімерної і тканинної) з різними за конструкцією зачепленнями Т-полібне і 2-подібне